# 人格転移の殺人
『人格転移の殺人』（じんかくてんいのさつじん）は、西澤保彦による1996年に刊行された小説。

## 概要
西澤保彦の通算5作目の小説。6人の老若男女の間で不定期に人格の交換が起こる、という超常的な現象の中で発生した殺人事件を扱う。SF的な現実離れした設定のもとで、あくまでもロジカルに推理を行うという筆者の作風を代表する作品の一つ。
本格ミステリベスト10の第1回目となる1997年版で8位、このミステリーがすごい!の1997年版国内編で10位にランクインした。
人格交換の設定は弓月光の短編漫画『笑って許して!』から影響を受けたものであり、著者は20代のころに友人と出したSF小説同人誌にも似た設定の作品を載せたという。その同人作品と本作はストーリーなどは別物であるが、作中に登場する人間の精神にまつわる薀蓄などは共通している箇所もあるという。また、それらの薀蓄は岸田秀の著作『ものぐさ精神分析』（1977年）を参考・引用しているという。巻末解説は、単行本では大森望が、文庫本では森博嗣が務める。

## ストーリー
時は199X年12月21日、場所はアメリカ合衆国カリフォルニア州にある小さなハンバーガーショップ。食事を摂っていた日本人男性の苫江利夫（とま えりお）は、数十年に一度という規模の大地震に遭ってしまった。店の中にいた人々は負傷し、出入口が潰れてしまった事から脱出も出来なくなった。今にも天井が落下して全員が圧死しかねない状況の中、人々は地下へと通じる封鎖されていたドアを破って逃げ込み、難を逃れた。
負傷のショックで意識を失った江利夫が目覚めて鏡を見ると、別人の顔が映っていた。江利夫の精神は他の人物の肉体へと『転移』していたのだった。
店の地下に広がる空間は、侵入した複数名の人格を入れ替える『人格転移』を起こす不思議な装置だった。機密事項として隠匿された装置の存在を図らずしも知ってしまった江利夫たちは、処遇が決まるまでの数日間を監禁される事となった。人種性別年齢の異なる江利夫たち6人は、不定期に起こる『人格転移』により、6人の肉体の間を人格が移り歩くという奇妙な現象に悩まされるのだった。
そんな密室の中で起こった連続殺人事件。次々と人格転移が行われる中で起こったその殺人の、犯人の『人格』は誰なのか。

## 用語

### 入れ替わりの環（スイッチ・サークル）

#### 概要
アメリカ合衆国カリフォルニア州S市に存在する約80平方メートルほどの広さの円状の空間で、複数の人物が足を踏み入れると『人格転移』が起こる。
例えば、AとBという人物がこの空間に入ると、Aの肉体にBの人格が、Bの肉体にAの人格が宿る。その転移は一度きりでは終わらず、その後も不定期にAとBの人格が繰り返し入れ替わる『交換癖』とも言うべき現象が続く。1秒と経たず転移を繰り返すこともあれば、数年間転移が起こらない場合もある。この現象は二人のうちの片方が死なない限り終わらないとされる。
Aの肉体と人格が一致した状態でAが亡くなれば、Bはその後肉体と人格の不一致を起こさず正常な状態でいられるようになる。しかし、Aの肉体にBの人格が宿っている時にAの肉体が死亡すると、一緒に消えるのはBの人格であり、残されたAの人格はBの肉体で生き続ける事となる。
空間に入った人数が3人以上でも、やはり同様の現象が起きる。1名だけが入室した場合は何も起こらない。また、2名の間で人格転移が起こった後でその場にもう1人を追加しても、改めて3人の間で転移が発生することはなく、何も起こらない。例えば、人物AとBの間で人格転移が起こった後に、人物Cを追加しても何も起こらないが、更に人物DとEを追加すると、C・D・E間で人格転移が発生する。
この装置の原理は科学では説明が出来ず、誰がなんのために造ったのかも不明。作中では最後まで舞台装置に徹し、人智の及ばぬものとして正体の解明は行われない。
部屋（チェンバー）
『入れ替わりの環』の空間自体を指す。
仮面舞踏会（マスカレード）
『部屋』に入った人物たちの人格が、不定期的に次々と入れ替わっていく様子を指す。『人格転移』『交換癖』の事。
遮断壁（スプリット・スクリーン）
複数名が『部屋』に入ると発生する、目には見えないバリアのようなもの。ただし、発生する一瞬だけは光線のようなものがわずかに視認できる。固く、弾丸をも通さない。
2人で入った場合には、中央部から発生した2本の遮断壁が人を跳ね飛ばすようにして2人を手前と奥に分け、遮断壁が発生した瞬間には既に人格転移は終えられている。『部屋』に入った人数が3人以上の場合は、人数に応じて『補助線』としてスクリーンが追加される。通常の場合は遮断壁も補助線も瞬時に消え去るが、江利夫たちに人格転移が起こった際には地震の強い衝撃のためか補助線のみが消えて遮断壁はしばらく残り、人によっては遮断壁に阻まれて出られない状態が続いた。
遮断壁と補助線の図解を由来として、2人の際に起きる人格転移を『チョップスティック』、3人以上は『八本脚（オクトパス）』と称する。
スライド
人格転移の順は無秩序ではなく、スライド式（玉突き式）になっている。
例えば、A・B・C・Dの四人が『人格転移』を起こした場合、Aの人格は各々の肉体に宿っていきB→C→D→Aと一巡して本来の肉体に戻った後に、またB→C→D→Aとスライドされていく。この順番は、『遮断壁』と『補助線』に区分けされた際の位置によって決定される。区分けは自動的に行われるため、スライドの順を任意に定めることは出来ない。一度順番を決められた後には、順番が狂うことはない。
スライドが行われているグループは『スライドサークル』と称される。スライドサークル内で死亡者が出た場合、例えばCの肉体が亡くなると、Cの空席をまたいでAの人格はB→D→Aと転移する事となる。

#### 沿革
1970年代には、CIA、国防総省、航空宇宙局、アメリカ陸軍国防大学戦略問題研究所、ヘリテージ財団、連邦捜査局など、合衆国総出でこの装置の研究を行っていたが、機密事項として公にはされなかった。研究プロジェクト名は「スイッチ・サークル」の頭文字のSCを置き換えた『第二の都市（セカンド・シティ）』。
研究のために人格転移を行わせた被験体たちは、長生きできない立場にある高齢者や病人に限られた。秘密裏に研究を進めるため、また、長い生涯を人格転移に振り回させるのは酷だという配慮のためである。
研究を重ねても装置を有効活用する方法は見つからず、プロジェクトは70年代のうちに破棄された。しかし、科学の発展の末に活用法が浮かぶ可能性もあるからと、完全な破壊もされずに保管される事となった。
1990年代には、民間人が侵入しないよう『入れ替わりの環』に通じる地下階段への入口は封じられていた。辺り一帯の上にショッピングモールが建ち、『入れ替わりの環』の真上の小さなテナントにはハンバーガーショップが入った。地下へと通じる入口は内装に馴染まず目立つ異様なもので、その正体は伏せられ、有事のために造られたシェルターに通じているのではないかと噂されていた。

### 寮（ドーム）
『入れ替わりの環』研究プロジェクトの被験者が住まわされた施設。プロジェクト廃棄後は閉鎖されていたが、後に苫江利夫たちを監禁するための場所として再利用される。12月でも薄着で暖かくすごせる気候から、『入れ替わりの環』が所在するカリフォルニア州とは遠く離れた場所に存在すると推測されているが、正確な所在地は不明。
高さおよそ10メートルほどの壁と、海とに囲まれ、海側も金網によって封鎖され、脱走や部外者の侵入は出来ないようになっている。
中央に管理棟、管理棟の周囲には6つの煉瓦造りの平屋が設置されている。平屋は『自我牢（エゴ・ジョイント）』と名付けられている。『自我牢』の内部の広さは20畳ほど。各々の『自我牢』には1から6までの番号がふられており、内外の壁や窓にその数字が大きく彫り込まれている。被験者らは1人に1つずつ『自我牢』を割り当てられ、肉体ではなく人格に沿って決められた『自我牢』で寝泊まりする。

## 登場人物

### 『入れ替わりの環』へ逃げ込んだ7人
199X年12月21日にハンバーガーショップ『チキンハウス』に居たところ、数十年に一度という規模の直下型大地震に巻き込まれ、避難のために『入れ替わりの環』へと逃げこんでしまった7人。うち1名は地震発生時に死亡。残り6人の間で人格転移が行われる事となった。表向きは震災により全員亡くなった事にされ、処遇が決まるまでの23日から26日までの間、かつてプロジェクトで被験者に提供されていた『寮』に監禁される事となる。
苫江利夫（とま えりお）
埼玉県和光市出身の日本人男性。33歳。シカゴ大学・大学院とで併せて8年間の学生生活をアメリカで送り、流暢に英語を話す。それぞれ特徴的な言葉遣いをする7人の中では、最も標準的なアメリカ英語を使う。現在は埼玉県で総合電機メーカーに勤め、世間的にはエリートサラリーマンと呼ばれる立場。しかし自己評価は低く、何事に対しても自虐的に語る。
見合いで知り合った美由紀という女性と、結納を交わすほどに仲を深めていたが、気まぐれに挙式直前で別れを切り出され、それでも復縁を夢見て彼女のいるカリフォルニアへ向かったものの、夢破れて落ち込んでいた。『寮』では、ぶつかりあう個性的なメンバーらの調停役を行うことが多かった。地震発生時に肋骨を折っている。
割り振られた『自我牢』の番号は3番。
ジャクリーン・ターケル
イギリスノッティンガム出身の白人女性。24歳。美女だが売れていない女優で、ソープオペラのオーディションを受けるため渡米した。美しいブリティッシュ・イングリッシュで話す。
アッシュブロンドの髪を腰まで伸ばし、目は緑色。どれだけ野暮ったい服を着ようとも隠すことのできない蠱惑的な肉体を持つ。長身で、背は江利夫よりも高い。自らの美貌を資産として大切に扱い、人格転移により他人に体を明け渡すことを誰よりも嘆いた。共に『入れ替わりの環』へ逃げ込んだ7人のうち、同じ女性である窪田綾子は早期に亡くなってしまったため、6人による『寮』生活の中では紅一点となった。自らの肉体を守るために気を張って、男性陣に対しわざと感情的かつ攻撃的に接した。容赦のない振る舞いは全てが演技なわけでもないが、本来の性格は理知的な面も強い。
両親の離婚により父子家庭で育ったが、父を亡くしてからは母と会うこともなく一人で生きていた。大学卒業後に一旦は学芸員の職を得たが、演劇への夢を捨てきれずに転身した。同い年で舞台演出家のストーリング・ウッズという男性と結婚を前提に交際しており、彼の手がけた舞台で主演を務める事が夢。
地震発生時に右足首をひどく捻挫している。その際に、混乱しながら傍にいた江利夫に強くしがみつき彼の肋骨を折ってしまった事を気に病んでいる。
割り振られた『自我牢』の番号は5番。
ボビイ・ウエッブ(Bobbie Webb)
カリフォルニア在住の黒人男性。16歳。高校生。語尾に独特のアクセントがつく黒人特有の訛りがある英語で話す。『入れ替わりの環』の上に位置するハンバーガーショップ『チキンハウス』のオーナーの甥にして店員。
日本人の江利夫から見れば十代の少年である事が疑わしく思えるほど逞しい体格。煙草やマリファナに手を出しており異性関係も乱れていると素行不良だが、我の強い者が多い『寮』のメンバー内においては比較的協調性がある方で、唯一の女性であるジャクリーンを気遣った。自ら「こう見えてインテリ」と称する。また、江利夫が信頼に足る人物としてメンバー内で最初に心を開けた相手でもあった。友人の兄が日本のアニメ愛好家である影響から、幾つかのアニメソングを日本語のままで歌え、日本語の単語もいくらか知っている。
割り振られた『自我牢』の番号は2番。
ランディ・カークブライド
アメリカ合衆国フロリダ州ゲインズビル在住の男性。52歳。親から継いだリネン・サービス業を営んでいる。南部訛りの英語で話し、文章上は関西弁風に表現される。7人中唯一の既婚者で、現在の妻との間に3人の娘が、前妻との間に成人した子供が数名いる。
頭部は禿げており、硬い筋肉が盛り上がった屈強な体をしている。肩の辺りに入れ墨を持つ。男性相手には顰め面で横柄に振る舞うが、美しい女性を前にすると締りのない顔でセクハラを行う。『チキンハウス』店内ではジャクリーンにしつこく絡み、人格転移でジャクリーンの肉体に宿った際は乳房をいじって見せるなどして、ジャクリーンにひどく嫌われた。自らのマッチョさを誇示する言動をしつつも、知り合いに出くわさないでポルノ映画を見るために、わざわざグレイハウンドバスで何十時間もかけてカリフォルニアにまで足を運んでいたりと、小心な面も持つ。
日本人全般を嫌い、差別的に振る舞う。学生時代に奨学金の枠を日本人留学生に持って行かれ学費が払えなくなり中退せざるをえなかったことや、社会人となってからは日本企業の進出により会社が傾き、日系企業に転職してみればリストラに遭い、仕方なく家業を継ぐはめになってしまったことなどが理由である。日本人である上に高学歴でホワイトカラーの江利夫を憎み、「坊や（ショーテイ）」と侮蔑的に呼ぶ。
割り振られた『自我牢』の番号は4番。
ハニ・シャディード
アラブ首長国連邦アブダビ出身のアラビア人男性。28歳。いちいち痰を切るかのような、アラビア訛りの英語を用いる。語順を無視して単語を並べて話し、英語の語彙に乏しく、感情的になると同じ単語を連呼する。
宣教師の両親に連れられ世界各国を渡り歩いて育ち、キリスト教団体の支援を受けながら、カリフォルニア州S市の下町で外国人留学生向けアパートを経営していた。一家揃って敬虔な宗教者というわけではなく、各宗教団体の好意を食い物にするいわゆる「宗教ゴロ」である。
浅黒い肌を保ち、つぶらな瞳や整えられた髭など顔は美しいが、アンバランスに短い体躯をしており、一目でわかる底上げの靴を履いている。ナルシストかつ同性愛の傾向を持ち、人格転移に乗じて「自らの肉体を強姦する」という奇行に走る。
割り振られた『自我牢』の番号は1番。
アラン・パナール
フランスパリ出身の白人男性。20歳。フランス語講師を務める父の仕事の都合から日本の横浜で長く暮らしており、母国語であるフランス語の他に日本語が堪能。日本の学校に籍を置く学生で、英語は日常会話未満のごく初歩的なものしか話せず、語学留学のため渡米した。カリフォルニア州S市に着いてからまだ3日のところで人格転移を起こす事となった。
背が高く痩せぎすで、茶色の髪を短く刈り込んでいる。同じ英語学校に通う、日本語で会話する事のできる窪田綾子と会ったその日に親しくなり、恋人のように親密に行動を共にしていたが、女性に対して軽薄なところがあり誠実な態度ではなかった。父の不倫相手である美女を脅してあわよくば肉体関係を持とうと企んでおり、その美女と容姿が似ているジャクリーンを見間違えて綾子の前で口説きにかかるほどだった。
割り振られた『自我牢』の番号は6番。
窪田綾子（くぼた あやこ）
関西出身の日本人女性。19歳。関西の大学に籍を置き、語学留学のため10月からカリフォルニア州S市に住んでいた。日常会話未満のごく初歩的な英語しか話せない。
小柄で、丸顔で細い釣り目のいかにもモンゴロイドといった平坦な顔立ちをしている。カールしたショートヘア。英語学習の成果は芳しくなく現地人の友人をつくる事は叶わず、かといって遥々訪れた異国でまで日本人とつるむ事を嫌い、周囲に溶け込めず不登校気味であった。話せる相手のいない孤独に耐えられず妥協の結果、同じ英語学校に通う、日本語が堪能な白人のアランと親しくなった。地震があったその日にアランと知り合ったばかりであったが、「白人の友人が出来た」ということに強い優越感を抱いていた。白人への憧憬の裏返しとして、白人以外の人種に対し差別的な意識がやや強い。『チキンハウス』内では、どうせ周囲には日本語がわからないだろうと高をくくり、黒人のボビィ、アラビア系のハニ、ついでに見るからにブルーカラーのランディの悪口を声高にアランに対して語っていた。
『入れ替わりの環』へ通じる地下階段の途中で死亡しているのを、地震発生後に駆けつけた関係者らに発見され、現場検証から殺人の疑いが浮上した。身につけていた長いマフラーを引っ張られ首を絞められた上で、落下してきたコンクリート片に頭部を潰された事が直接の死因となった。混乱の中でたまたま誰かがマフラーを掴んでしまっただけという不幸な事故とも考えられたが、江利夫は、綾子が店内で発した日本語の悪口を理解できてしまった者が自分とアラン以外にも誰かいて、その恨みから殺されたのではと推察した。

### 『入れ替わりの環』研究関係者
ダニエル・アクロイド
社会心理学者の白人男性。年齢は197X年の時点では40歳前後、199X年には60歳前後。
田舎の小さな大学で講師を務めていたが、親戚の強引な勧めにより『入れ替わりの環』研究プロジェクトの現場責任者を務めることとなる。後に自身も研究中の事故によって人格転移を起こす。プロジェクト頓挫後も、CIAの顧問のような立場に就いている。
大樹のような巨躯の上に、鋭い目と鉤鼻から成る顔を乗せた「怪物的容貌」をしている。髪は砂色で縮れている。外見に似合わず、料理上手で子供好き。容姿と過去の失恋へのコンプレックスからか、少々いじけて子供じみた性格。精神科医や児童カウンセラーに憧れて心理学の道を志したが、容貌を理由に挫折した。ハーバード大学出身の親戚に屈辱的に扱われた事を理由に、学歴にもコンプレックスを持っている。マルチリンガルで、母語の英語と、ドイツ語が堪能な他、スペイン語、イタリア語、ギリシャ語、ヘブライ語、エスペラント語、日本語が少々使える。
ハイスクールの卒業ダンスパーティで赤毛の女性に手ひどくふられて以来、長らく恋愛に縁のない生活を送っていたが、研究プロジェクトを介して知り合った赤毛女性のジンジャー・ピンホルターに恋をするようになった。ジンジャーが自らの子供でもおかしくないほど年が離れていた事や、自身のコンプレックスから恋心を認めることができずにいたが、事故によりジンジャーとの間に人格転移を起こし、肉体の共有を続けた末に結婚した。ジンジャーとの間に息子をもうけ、人格転移により男性ながらに出産の痛みを経験した。
ジンジャー・ピンホルスター
『入れ替わりの環』の研究プロジェクトに携わっていた女性。後に自身も研究中の事故によって人格転移を起こす。
197X年の時点では、精神分析学専攻の大学院生として研究プロジェクトに携わっていた。199X年の時点での年齢は40歳前後。
癖のある赤毛が特徴的で、あまり身なりに気を使わず肌には日焼けとそばかすを目立たせている。小柄でがりがりに痩せており、顔立ちは不細工の範疇に入るが、愛嬌があり清楚な雰囲気を漂わせる。
研究プロジェクトに携わっていた頃は、『入れ替わりの環』の見解をめぐりアクロイドとしばしば意見が分かれ、ジンジャーへの恋心をもてあますアクロイドからは必要以上に辛く当たられたこともあり、毅然と立ち向かってはいたが彼を怖がっていた。事故によりアクロイドとの間に人格転移を起こし、一蓮托生の日々の中で相互理解を深め、彼の妻となり息子をもうけた。
デイヴ・ウイルスン
CIA情報部員の白人男性。『入れ替わりの環』の研究プロジェクトの現場における、アクロイドの専属護衛役を務めていた。癖のないアメリカ英語で話す。ロシア語と中国語にも通じている。
年齢は197X年には30歳の手前ほど、199X年には50代。7X年時点で妻子がおり、子煩悩さを見せた。女性的な印象を与えるさらりとした金髪の持ち主。整った顔立ちのわりに、常に軽薄な微笑みを浮かべているため男前という印象を与えない。張り付いたような笑顔は、アクロイドに作為的な印象を与えた。中性的な顔のわりに、護衛役を任されるだけあって体格は良い。プロジェクトに携わることを厭ったアクロイドには不躾に扱われていたが笑みを絶やさず、気安く「ダニー」と呼んでは嫌がられており、出会ってから20年以上経っても呼び方を改めない。

## 書籍
- 講談社ノベルス (1996年7月5日発行) ISBN 9784061819160
- 講談社文庫 (2000年2月15日発行) ISBN 978-4062647939